# Kultur im Gugg

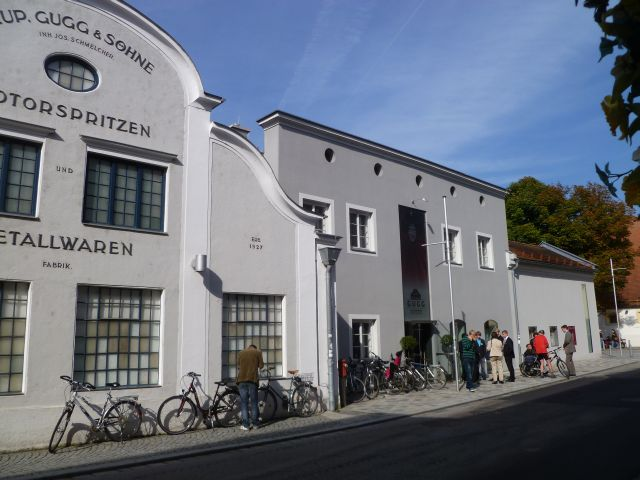
Centro Cultural "Kultur im Gugg"

“Kultur im Gugg“ (“Cultura no Gugg“) é uma instituição para arte e cultura contemporânea na cidade de Braunau na Áustria.
O prédio histórico, localizado no centro de Braunau, é protegido como parte do património nacional e era na altura uma fabrica de extintores da família “Gugg”. O prédio foi remodelado em 1989 e renovado em 2001. Desde a remodelação em 2005, o prédio é utilizado como centro cultural e recebe subvenções da União Europeia, da província da Alta Áustria e da cidade Braunau.
O programa compreende, entre outras, concertos, peças de teatro e produções próprias. Há, em media, 40 eventos por ano visitados por cerca de 8000 visitantes.
Cada setembro, o “Kultur im Gugg” hospeda a Conferência de História Contamporânea em Braunau.